# آلفونسو پورتوگال
آلفونسو پورتوگال (اسپانیایی: Alfonso Portugal‎; ۲۱ ژانویهٔ ۱۹۳۴ – ۱۲ ژوئن ۲۰۱۶) بازیکن و مربی فوتبال اهل مکزیک بود.
از باشگاه‌هایی که در آن بازی کرده‌است می‌توان به باشگاه فوتبال آمریکا، شیکاگو اسپرز، و باشگاه فوتبال اونیورسیداد ناسیونال اشاره کرد.
وی همچنین در تیم ملی فوتبال مکزیک بازی کرده‌است.